# Svarttjärnen (Edsele socken, Ångermanland, 702535-152625)
Svarttjärnen är en sjö i Sollefteå kommun i Ångermanland och ingår i Indalsälvens huvudavrinningsområde. Sjöns area är 0,035 kvadratkilometer och den befinner sig 454 meter över havet.